# Дегтянский сельсовет
Дегтянский сельсовет — сельское поселение в Сосновском районе Тамбовской области Российской Федерации.
Административный центр — село Дегтянка.

## История
Статус и границы сельского поселения установлены Законом Тамбовской области от 17 сентября 2004 года № 232-З «Об установлении границ и определении места нахождения представительных органов муниципальных образований в Тамбовской области».

## Население
| 2010  | 2012  | 2013  | 2014  | 2015  | 2016  | 2017  |
| ----- | ----- | ----- | ----- | ----- | ----- | ----- |
| 1389  | ↘1354 | ↘1347 | ↘1300 | ↗2669 | ↘2615 | ↘2567 |
| 2018  | 2019  | 2020  | 2021  |       |       |       |
| ↘2524 | ↘2475 | ↘2439 | ↘2252 |       |       |       |

## Состав сельского поселения
| №  | Населённый пункт       | Тип населённого пункта       | Население |
| -- | ---------------------- | ---------------------------- | --------- |
| 1  | Берёзовка              | село                         | 95        |
| 2  | Дегтянка               | село, административный центр | 676       |
| 3  | Каменный Брод          | село                         | 208       |
| 4  | Новая Дегтянка         | село                         | 158       |
| 5  | Новая Слобода          | село                         | 232       |
| 6  | Титовка                | село                         | 252       |
| 7  | Чекмари                | село                         | 283       |
| 8  | Челнаво-Дмитриевское   | село                         | 222       |
| 9  | Челнаво-Покровское     | село                         | 298       |
| 10 | Челнаво-Рождественское | село                         | 476       |

### Упразднённые населённые пункты
2017 год
деревня Новая